# Tömegközéppont
A fizikában egy részekből álló rendszer tömegközéppontja az a nevezetes pont, mely sok szempontból úgy viselkedik, mintha a rendszer tömege ebbe a pontba volna koncentrálva. A tömegközéppont helye csak a rendszer részeinek tömegétől és elhelyezkedésétől függ. Merev test esetében a tömegközéppont a testhez képest rögzített helyen helyezkedik el (de nincs szükségképpen a testen belül). Ha egy rendszer elemei szabadon helyezkednek el a térben (például egy puska és a belőle kilőtt golyó) a rendszer tömegközéppontja olyan helyen lehet, ahol nincs egyáltalán tömeg. Egyenletes gravitációs mezőben lévő rendszer tömegközéppontját régebben súlypontnak is nevezték.
Egy test tömegközéppontja sokszor nem ott van, ahová intuitíve tennénk a geometriája alapján. Például a versenyautókat a mérnökök a lehető legkönnyebbre tervezik, majd nehezéket raknak a legalacsonyabb helyre, hogy a tömegközéppont minél közelebb legyen a talajhoz, mert ekkor a kocsi jobban fekszik az úton.

## Definíció
Egy részekből álló rendszer tömegközéppontjának {\displaystyle \mathbf {R} } helyét a részek {\displaystyle m_{i}} tömegével súlyozott {\displaystyle \mathbf {r} _{i}} helyének átlagával definiálhatjuk:
{\displaystyle \mathbf {R} ={\frac {1}{M}}\sum m_{i}\mathbf {r} _{i}}
ahol {\displaystyle M} a rendszer össztömege, mely egyenlő a részek tömegének összegével.
Ha a rendszer tömege folytonosan oszlik el egy adott térfogatban, az összeg integrállá alakul:
{\displaystyle \mathbf {R} ={\frac {1}{M}}\int \mathbf {r} \;dm={\frac {1}{M}}\int \rho (\mathbf {r} )\,\mathbf {r} \ dV.}
Ha az objektum sűrűsége állandó, tömegközéppontja egybeesik a geometriai súlyponttal.

## Története
A tömegközéppont fogalmát először szürakuszai Arkhimédész, görög matematikus, fizikus és mérnök vezette be. Arkhimédész megmutatta, hogy egy merev test súlya által különböző pontokra vett nyomatéka ugyanannyi, mintha a súlya egyetlen pontba, a tömegközéppontjába lenne koncentrálva. A folyadékokról írt munkájában megmutatta, hogy a folyékony testek olyan alak felvételére törekednek, hogy súlypontjuk a lehető legalacsonyabban helyezkedjék el. Matematikai módszereket fejlesztett ki különböző alakú, állandó sűrűségű geometriai idomok súlypontjának (tömegközéppontjának) meghatározására: így különösen háromszögre, félgömbre és forgási paraboloidra.

## Lemez tömegközéppontjának meghatározása méréssel
Ez a módszer akkor hasznos, ha egy bonyolult alakú, ismeretlen méretű sík lemez súlypontját kívánjuk meghatározni.
|                                  | | |
| 1. lépés: Tetszőleges sík lemez. | 2. lépés: Függesszük fel a lemezt tetszőleges, az éléhez közeleső pontban. Illesszünk mellé függőónt és jelöljük be a helyét a lemezen. Ez az egyenes a súlyvonal. | 3. lépés: Ismételjük meg a 2. lépést egy másik pontban, lehetőleg távol az elsőtől. A két súlyvonal metszéspontja a tömegközéppont. |

## Merev test tömegközéppontjának meghatározása mérleg segítségével

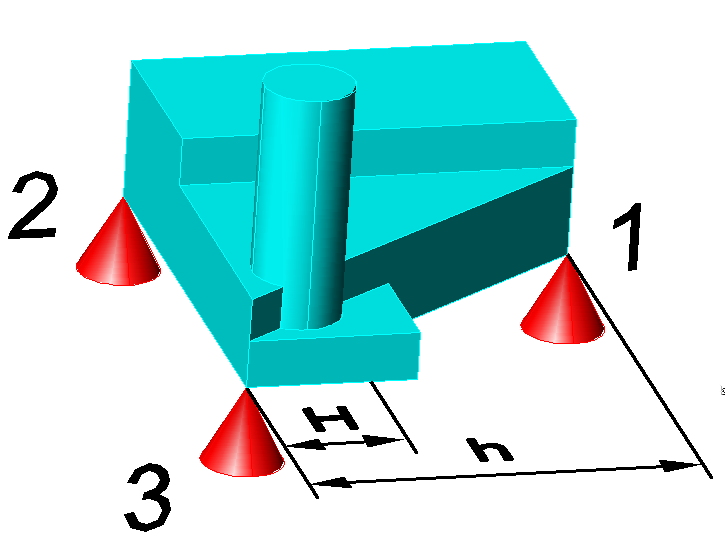
Tömegközéppont helyének meghatározása méréssel

Bonyolult alakú, ismeretlen méretű merev test (például gép) tömegközéppontját mérleg segítségével is meg lehet határozni. Az ábra szerint három mérleggel (1, 2 és 3) kell alátámasztani a testet, és leolvasni az egyes súlyokat, valamint az alátámasztások távolságát. A tömegközéppont ismeretlen H távolsága a 2. és 3. alátámasztást összekötő egyenestől így számítható:
{\displaystyle H={G_{1}\cdot h \over G},G={G_{1}+G_{2}+G_{3}}},
ahol 
G1, G2, G3 a három mérlegen mérhető súly,
G a test összsúlya.
Így az egyik súlyvonal meghatározható. Másik (például az 1-3 egyenessel párhuzamos) súlyvonal hasonló módon határozható meg. A mérés egyetlen mérleg segítségével is elvégezhető, ekkor a másik két alátámasztás merev, és a mérést meg kell ismételni úgy, hogy mindegyik alátámasztást rendre mérleggel helyettesítjük.

## Mozgás
Az alábbi mozgásegyenleteknél feltételezzük, hogy a részekből álló rendszerre belső és külső erők hatnak. A belső erők olyan erők, melyek a rendszeren belüli részek között hatnak. Külső erő a rendszeren kívüli eredetű, és a rendszer egy vagy több részére hat.
Minden olyan rendszernek a tömegközéppontja, melyre külső erő nem hat, állandó sebességgel halad. Ez minden klasszikus belső erőre igaz, beleértve az elektromágneses erőket, kémiai reakciókat stb. Általánosabban, ez igaz minden olyan rendszerre, mely Newton harmadik törvényét kielégíti.
Egy rendszer részeinek teljes mozgásmennyisége:
{\displaystyle \mathbf {p} =M\mathbf {v} _{\mathrm {tk} }},
ahol M az össztömeg és vtk a tömegközéppont sebessége. Ezt a sebességet a tömegközéppont helyének idő szerinti deriváltjával lehet kiszámítani.
Newton második törvényének analógiája szerint
{\displaystyle \mathbf {F} =M\mathbf {a} _{\mathrm {tk} }},
ahol F a rendszerre ható külső erők eredője, atk pedig a tömegközéppont gyorsulása.

## Égitestek tömegközéppontja (baricentrum)
Baricentrum (a görög βαρύκεντρον-ból) az két égitest (például bolygó és holdja, kettőscsillag) közös tömegközéppontja, amely körül két vagy több égitest kering. Ha egy hold kering egy bolygó körül, vagy egy bolygó kering egy csillag körül, mindkét égitest ténylegesen ugyanazon pont körül kering, mely pont nem esik egybe a legnagyobb test középpontjával. A mi Holdunk nem a Föld pontos középpontja körül kering, hanem egy olyan pont körül ami a Föld középpontján kívül esik. A baricentrum mindkét test elliptikus pályájának egyik fókusza. Ez az asztrofizikának és asztronómiának fontos fogalma (lásd kéttestprobléma)
Egyszerű két-test esetében r1, az első test távolsága a baricentrumtól:
{\displaystyle r_{1}=a\cdot {m_{2} \over m_{1}+m_{2}}={a \over 1+m_{1}/m_{2}}}
ahol:
a a két test tömegközéppontjainak távolsága;
m1 és m2 a két test tömege.
r1 az első test pályája főtengelyének a fele és r2 = a – r1 a másik test pályája főtengelyének a fele. Amikor a baricentrum a nagyobbik tömegű égitesten belül helyezkedik el, ez a test inkább imbolyog, mintsem határozott pályán mozogna.
Az alábbi táblázat néhány példát hoz fel saját Naprendszerünkből. A számok három értékes számjegyre kerekítettek. Az utolsó két oszlop R1, a nagyobbik tömegű test sugara, és r1/R1 a baricentrum távolságának és ennek a sugárnak a viszonya: ha ennek értéke egynél kisebb, akkor a baricentrum az első égitest belsejében van.
| Nagyobb égitest | m1 (mE=1) | Kisebb égitest | m2 (mE=1)                | a (km)                                  | r1 (km) | R1 (km) | r1/R1     | Megjegyzés |
| --------------- | --------- | -------------- | ------------------------ | --------------------------------------- | ------- | ------- | --------- | --- |
| Föld            | 1         | Hold           | 0,0123                   | 384 000                                 | 4670    | 6380    | 0,732     | A Föld észrevehetően „imbolyog” |
| Plútó           | 0,0021    | Charon         | 0,000 254 (0,121 mPluto) | 19 600                                  | 2110    | 1150    | 1,83      | Mindkét test jól kivehető keringést végez a baricentrum körül, így a Plútót és a Charont sokan kettős bolygóként írták le a bolygók újra definiálása (2006) előtt. |
| Nap             | 333 000   | Föld           | 1                        | 150 000 000 (1 csillagászati egység)    | 449     | 696 000 | 0,000 646 | A Nap alig észrevehetően imbolyog |
| Nap             | 333 000   | Jupiter        | 318                      | 778 000 000 (5,20 csillagászati egység) | 742 000 | 696 000 | 1,07      | A baricentrum éppen a Nap felszíne felett van |

Ha m1 >> m2 – ami igaz a Nap és bármely bolygó esetében, akkor az r1/R1 hányados közelítőleg így írható:
{\displaystyle {a \over R_{1}}\cdot {m_{2} \over m_{1}}}
Így a Nap-bolygó baricentrum a Nap felületén kívülre csak akkor esik, ha:
{\displaystyle {a \over R_{\bigodot }}\cdot {m_{planet} \over m_{\bigodot }}>1\;\Rightarrow \;{m_{planet} \over m_{\bigodot }}>{R_{\bigodot } \over a}\;\Rightarrow \;{a\cdot m_{planet}}>{R_{\bigodot }\cdot m_{\bigodot }}\approx 2,3\times 10^{11}\;m_{Earth}\;km\approx 1530\;m_{Earth}\;AU}
vagyis, ha a bolygó nehéz és távol van a Naptól.
Ha a Jupiternek pályája a Merkúréval volna azonos (57 900 000 km, 0,387 csillagászati egység), a Nap Jupiter baricentrum csak 5500 km-re volna a Nap középpontjától (r1/R1 ~ 0,08). De ha a Föld az Eris pályáján keringene is (68 csillagászati egység), a Nap-Föld baricentrum még akkor is a Nap belsejében helyezkedne el (~30 000 km a középponttól).
Ha ki akarjuk számítani a Nap tényleges mozgását, összegeznünk kell a Naprendszer összes bolygó, üstökös, aszteroida stb. hatását (sok-test probléma). Ha az összes bolygó egy vonalba esne a Nap egyik oldalán, az együttes tömegközéppont körülbelül 500 000 km-re a Nap felszíne felett lenne.